# Instruerende tekst
Instruerende tekst er en fiktiv tekstgenre der beskriver hvordan man udøver noget.

## Opbygning
De er kronologisk opbygget og ofte i punkter.
1. Mål. Hvad skal de ende ud i
2. Materialer Hvad skal der bruges
3. De enkelte trin. Hvad skal man bruge og gøre i de enkelte trin

## Sproglige træk
- 2. person , 3. person  eller indirekte ved brug af imperativ
- Kronologiske tidsadverbialer
- Handlingsverber
- Tidløs præsens
- Informationer om anvendte materialer og genstande